# Boguszewiec
Boguszewiec (prononciation : [bɔɡuˈʂɛvjɛt͡s]) est un village polonais de la gmina de Lutocin dans le powiat de Żuromin de la voïvodie de Mazovie dans le centre-est de la Pologne.
Il se situe à environ 15 kilomètres au sud-ouest de Żuromin (siège du powiat) et à 121 kilomètres au nord-ouest de Varsovie (capitale de la Pologne).

## Histoire
De 1975 à 1998, le village appartenait administrativement à la voïvodie de Ciechanów.